# Kuma Girma
Kuma Girma (24 novembre 2005) è un mezzofondista etiope.

## Biografia
É il fratello minore di Lamecha Girma, primatista mondiale dei 3000 siepi.

## Palmarès
| Anno | Manifestazione     | Sede     | Evento         | Risultato | Prestazione | Note |
| ---- | ------------------ | -------- | -------------- | --------- | ----------- | ---- |
| 2023 | Mondiali di cross  | Bathurst | Corsa juniores | 13º       | 25'24"      |      |
| 2023 | Mondiali di cross  | Bathurst | A squadre      | Argento   | 23 p.       |      |
| 2024 | Giochi Panafricani | Accra    | 5000 m piani   | 4º        | 13'43"58    |      |

## Campionati nazionali
2021
- Argento ai campionati etiopi under-18, 1500 m piani - 3'47"2

2022
- Bronzo ai campionati etiopi under-18, 3000 m piani - 8'13"8

## Altre competizioni internazionali
2023
- 7º all'Athletissima ( Losanna), 5000 m piani - 13'03"33
- 15º all'Herculis ( Monaco), 5000 m piani - 13'43"60
- Bronzo al Meeting de Paris ( Parigi), 2 miglia - 8'10"34

2024
- 4º allo Shanghai Golden Grand Prix ( Shanghai), 5000 m piani - 13'03"45
- 8º alla Xiamen Diamond League ( Xiamen), 5000 m piani - 13'04"45
- 9º al Meeting international Mohammed VI d'athlétisme de Rabat ( Rabat), 1500 m piani - 13'36"60
- Argento all'Al Sharqiyah International 5KM ( Al Khobar) - 12'58"

2025
- Bronzo ai Bislett Games ( Oslo), 5000 m piani - 12'46"41
- Argento allo Shanghai Golden Grand Prix ( Shanghai), 5000 m piani - 12'50"69
- Argento al Bauhaus-Galan ( Stoccolma), 5000 m piani - 12'57"46